# 龙让河畔农库尔
龙让河畔农库尔（法語：Noncourt-sur-le-Rongeant，法語發音：[nɔ̃kuʁ syʁ lə ʁɔ̃ʒɑ̃]）是法国上马恩省的一个市镇，属于圣迪济耶区。

## 地理
龙让河畔农库尔（48°25'10"N, 5°14'36"E）面积9.31 平方千米，位于法国大東部大區上马恩省，该省份为法国东北部内陆省份，北起马恩省和默兹省，西接奥布省，西南接科多尔省，东南接上索恩省，东临孚日省。
与龙让河畔农库尔接壤的市镇（或旧市镇、城区）包括：阿农维尔、普瓦松、萨伊、圣于尔班-马孔库尔、托南斯莱穆兰。

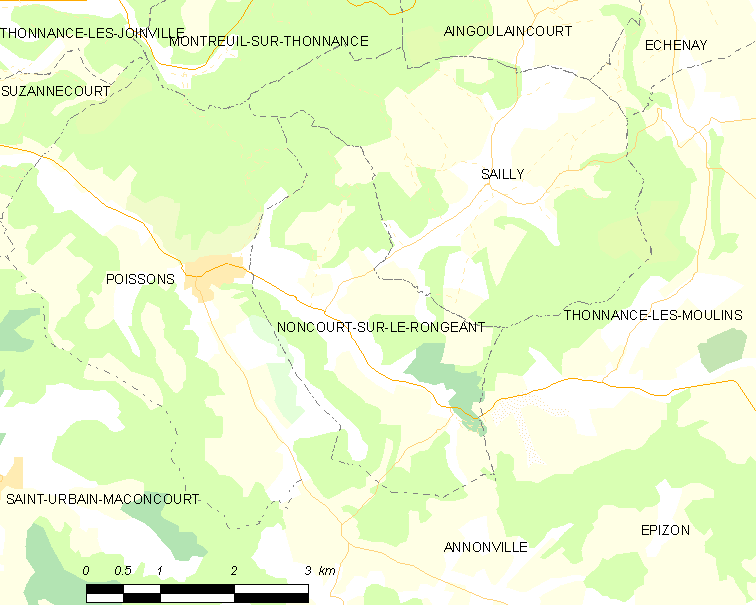
龙让河畔农库尔的OSM定位图

龙让河畔农库尔的时区为UTC+01:00、UTC+02:00（夏令时）。

## 行政
龙让河畔农库尔的邮政编码为52230，INSEE市镇编码为52357。

## 政治
龙让河畔农库尔所属的省级选区为普瓦松县。

## 人口

1962-2008年间龙让河畔农库尔人口变化图示

龙让河畔农库尔于2022年1月1日时的人口数量为173人。